# Beryksowate
Beryksowate (Berycidae) – nieliczna w gatunki rodzina morskich ryb beryksokształtnych (Beryciformes). Nie mają większego znaczenia gospodarczego.

## Występowanie
Ocean Indyjski, Atlantyk oraz zachodnia i środkowa część Oceanu Spokojnego, zwykle na głębokościach 200–600 m.

## Cechy biometryczne
Ciało bocznie ścieśnione, sylwetką przypominające okonia. Głowa duża, zakończona ostrym pyskiem z długim i głębokim otworem gębowym. Płetwy brzuszne z jednym promieniem twardym i 7–13 miękkimi, płetwa grzbietowa bez kolca, z 4–7 promieniami twardymi o malejącej długości oraz 12–20 miękkimi. W płetwie odbytowej znajdują się 4 promienie twarde i – w zależności od rodzaju – 12–17 (Centroberyx) lub 25–30 (Beryx) promieni miękkich. Liczba łusek w linii bocznej wynosi 39–51 u Centroberyx i 66–82 w rodzaju Beryx. Liczba kręgów wynosi 24.

## Klasyfikacja
Rodzaje zaliczane do tej rodziny:
Beryx — Centroberyx
Prawdopodobnie blisko spokrewnione z nimi były żyjące w eocenie Australii gatunki z rodzaju †Egregioberyx.